# نيويل ماثيوز
نيويل ماثيوز هو سياسي أمريكي، ولد في عقد 1830، وتوفي في 30 يناير 1907.